# Calanthe ecallosa
Calanthe ecallosa är en orkidéart som beskrevs av Johannes Jacobus Smith. Calanthe ecallosa ingår i släktet Calanthe och familjen orkidéer. Inga underarter finns listade i Catalogue of Life.